# Old Clock Tower Lighthouse
Old Clock Tower Lighthouse (singhalesisch කොලඹ පැරණි ප්‍රදීපාගාරය) ist ein Uhrturm (englisch Clock Tower) und ehemaliger Leuchtturm (englisch Lighthouse) in Colombo, der Hauptstadt von Sri Lanka.
Das 29 m hohe und quadratische Mauerwerk wurde 1860 im Zentrum von Colombo als Uhrturm errichtet. Fünf Jahre später wurde die Laterne ergänzt und das Bauwerk 1865 zusätzlich als Leuchtturm in Betrieb genommen. Als das Leuchtfeuer immer mehr durch umliegende Gebäude verdeckt wurde, entschied man sich 1952 für den Bau eines neuen Leuchtturms an der Wasserfront der Stadt.